# Morannes sur Sarthe-Daumeray
Morannes sur Sarthe-Daumeray község Franciaország Loire mente régiójában, Maine-et-Loire megyében. Új községként 2017. január 1-jén jött létre Morannes-sur-Sarthe és Daumeray korábbi községek egyesítésével. Az egyesülésekor az új község lélekszáma 3655 fő lett.
Morannes-sur-Sarthe egy évvel korábban, 2016. január 1-jén jött létre Morannes és Chemiré-sur-Sarthe korábbi községek összevonásával. Lakosainak száma 3694 fő (2022. január 1.).

## Népesség
| Lakosok száma | 3634 | 3664 | 3677 | 3666 | 3669 | 3682 | 3694 |
|               | 2015 | 2017 | 2018 | 2019 | 2020 | 2021 | 2022 |